# Аеродром Марсељ
Аеродром Марсељ-Прованса (фр. Aéroport Marseille-Provence) је ваздушна лука француског града Марсеља, трећег по величини у држави. Аеродром је смештен 27 km северозападно од града и, поред Марсеља, опслужује област Провансе.
Марсељска ваздушна лука је последњих година једна од десет најпрометнијих у Француској. 2022. године промет путника је био близу 10 милиона.
Аеродром је авио-чвориште за авиопревознике „Ер Франс” и „Рајанер”. 